# Žvelsa
Žvelsa je řeka na západě Litvy (Klaipėdský kraj). Je dlouhá 38 km. Povodí má rozlohu 144 km². Průměrný spád je 268 cm/km, na horním toku je šířka řeky 5 - 8 m, břehy příkré a vysoké, místy s výchozy. Pramení v lese "Patyrio miškas" na severozápad od blízké bažiny "Aukštojo tyro pelkė" (tam je také telmologická (telmologie - nauka o bažinách) chráněná krajinná oblast). Řeka teče směrem západním. Míjí zprava memoriál Ablinga. Horní tok do soutoku s říčkou Druktis je pod názvem Žvizdrė. Dále protéká vsí Tilvikai. Vlévá se do řeky Minija 62,8 km od jejího ústí jako levý přítok.

## Přítoky
- Levé:

| Hydrologické pořadí | Řeka       | Délka (km) | Povodí (km²) | Vzdálenost od ústí (km) | Ústí kde | Koordináty ústí                  |
| ------------------- | ---------- | ---------- | ------------ | ----------------------- | -------- | -------------------------------- |
| 17010582            | Apšriuotis | 3,7        | 3,1          | 33,1                    | Ablinga  | 55°44′58″ s. š., 21°42′41″ v. d. |
| 17010584            | Druktis    | 4,5        | 4,1          | 25,8                    |          | 55°45′6″ s. š., 21°38′11″ v. d.  |
| 17010585            | Ž - 5      | 3,2        | 2,9          | 18,2                    |          |                                  |
| 17010586            | Ž - 3      | 4,4        | 2,8          | 14,6                    |          |                                  |
| 17010588            | Ž - 1      | 2,9        | 4,6          | 11,0                    |          |                                  |

- Pravé:

| Hydrologické pořadí | Řeka       | Délka (km) | Povodí (km²) | Vzdálenost od ústí (km) | Ústí kde  | Koordináty ústí                  |
| ------------------- | ---------- | ---------- | ------------ | ----------------------- | --------- | -------------------------------- |
| 17010581            | Žiogupalis | 4,0        | 5,0          | 34,5                    | Pažvelsis | 55°44′27″ s. š., 21°43′49″ v. d. |
| 17010583            | Rubežupis  | 3,3        | 3,0          | 33,1                    | Ablinga   | 55°44′56″ s. š., 21°42′47″ v. d. |
| 17010587            | Gervupis   | 3,5        | 3,3          | 12,4                    | Jurjonai  | 55°46′11″ s. š., 21°33′7″ v. d.  |
| 17010589            | Trumpė     | 26,4       | 60,1         | 5,1                     | Lapiai    | 55°46′13″ s. š., 21°28′52″ v. d. |